# パメラ・ヒックス
レディ・パメラ・カルメン・ルイーズ・ヒックス（Lady Pamela Carmen Louise Hicks、1929年4月19日 - ）は、イギリスの貴族である。
ビルマのマウントバッテン伯爵ルイス・マウントバッテンとエドウィナ・アシュリーの次女であり、父系を通してエディンバラ公爵フィリップ王配のいとこであり、ロシア最後の皇后アレクサンドラ・フョードロヴナの又姪（甥の娘）にあたる。ヴィクトリア女王の玄孫であり、同じくヴィクトリアの玄孫に当たるエリザベス2世女王の結婚式におけるブライズメイドを務め、後に侍女となった。

## 若年期と家族
パメラ・カルメン・ルイーズ・マウントバッテン(Pamela Carmen Louise Mountbatten)は1929年4月19日にスペインのバルセロナで生まれた。父は後にビルマのマウントバッテン伯爵に叙されるルイス・マウントバッテン、母はエドウィナ・アシュリーである。パメラは次女であり、姉に後に爵位を継承するパトリシアがいる。
生家のマウントバッテン家は、ドイツのヘッセン大公家から貴賤結婚により分家したバッテンベルク家の末裔である。パメラの祖父に当たるルートヴィヒ・アレクサンダー・フォン・バッテンベルクは、イギリスがドイツを相手に戦った第一次世界大戦中の1917年、イギリス国王ジョージ5世の要請によりドイツの爵位を放棄し、英語風にマウントバッテンに改姓してイギリスの爵位を得た。パメラは父を通して、イギリス女王ヴィクトリアとその夫のザクセン＝コーブルク＝ゴータ公子アルバートの玄孫に当たり、2024年現在では存命の最高齢の末裔である。また、父を通して、エリザベス2世女王の夫のエディンバラ公爵フィリップ王配のいとこにあたる。
母エドウィナは、初代マウントテンプル男爵ウィルフリッド・アシュリーの娘である。エドウィナの父系の祖先には社会改良運動家のアントニー・アシュリー＝クーパーがおり、母系の祖父は資産家でドイツ系ユダヤ人のアーネスト・カッセルである。
パメラは、ニューヨークの女子K-12学校であるヒューイット・スクールに通った。
1947年、父がインド総督となったのに伴い一家でインドに渡り、翌1948年までニューデリーの総督官邸に居住した。1947年8月にインドが独立した後は、両親の友人であり同僚であった、当時駐英インド高等弁務官だったV・K・クリシュナ・メノンの秘書として働いた。

## 公務

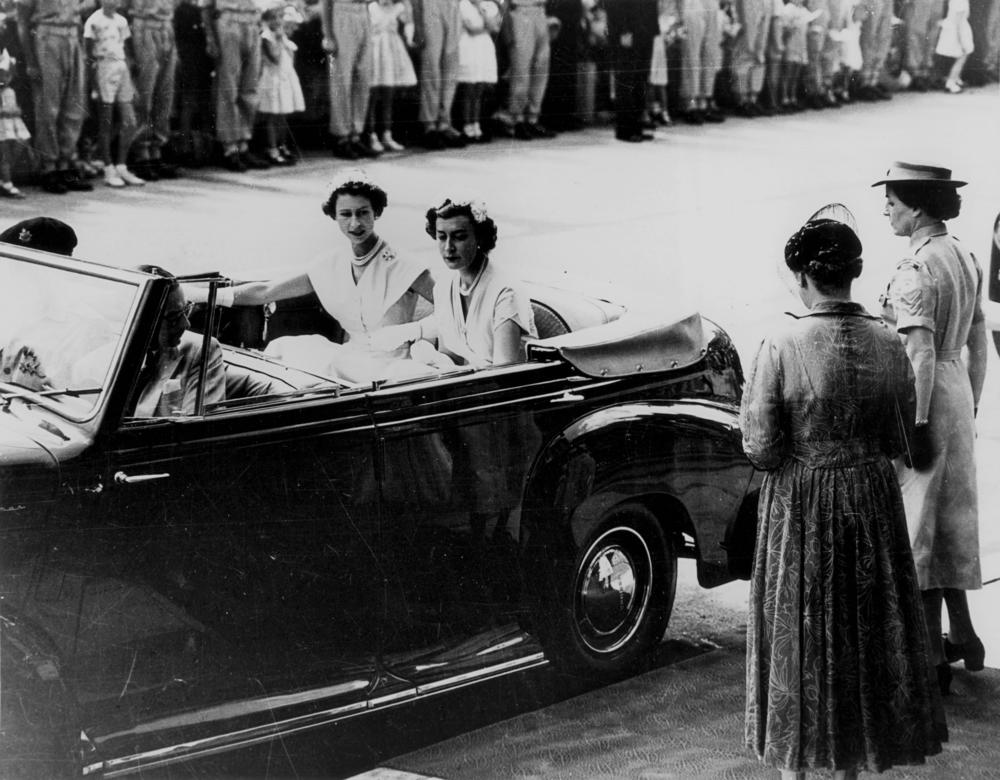
ブリスベン市庁舎で開催された女性レセプションに到着したエリザベス2世女王と侍女のパメラ（1954年）

1947年11月に行われたエリザベス王女とエディンバラ公爵フィリップとの結婚式においてブライズメイドを務めた。その後、エリザベス王女の侍女となり、1952年2月6日にジョージ6世が死去した際には、エリザベス王女夫妻とともにケニア植民地に滞在していた。1953年11月から翌1954年5月までの半年間、即位後のエリザベス2世女王がコモンウェルス各国を歴訪した際には、侍女として同行した。
1952年から1959年頃まで、女子海軍訓練隊の隊長を務めた。

## 結婚と子供

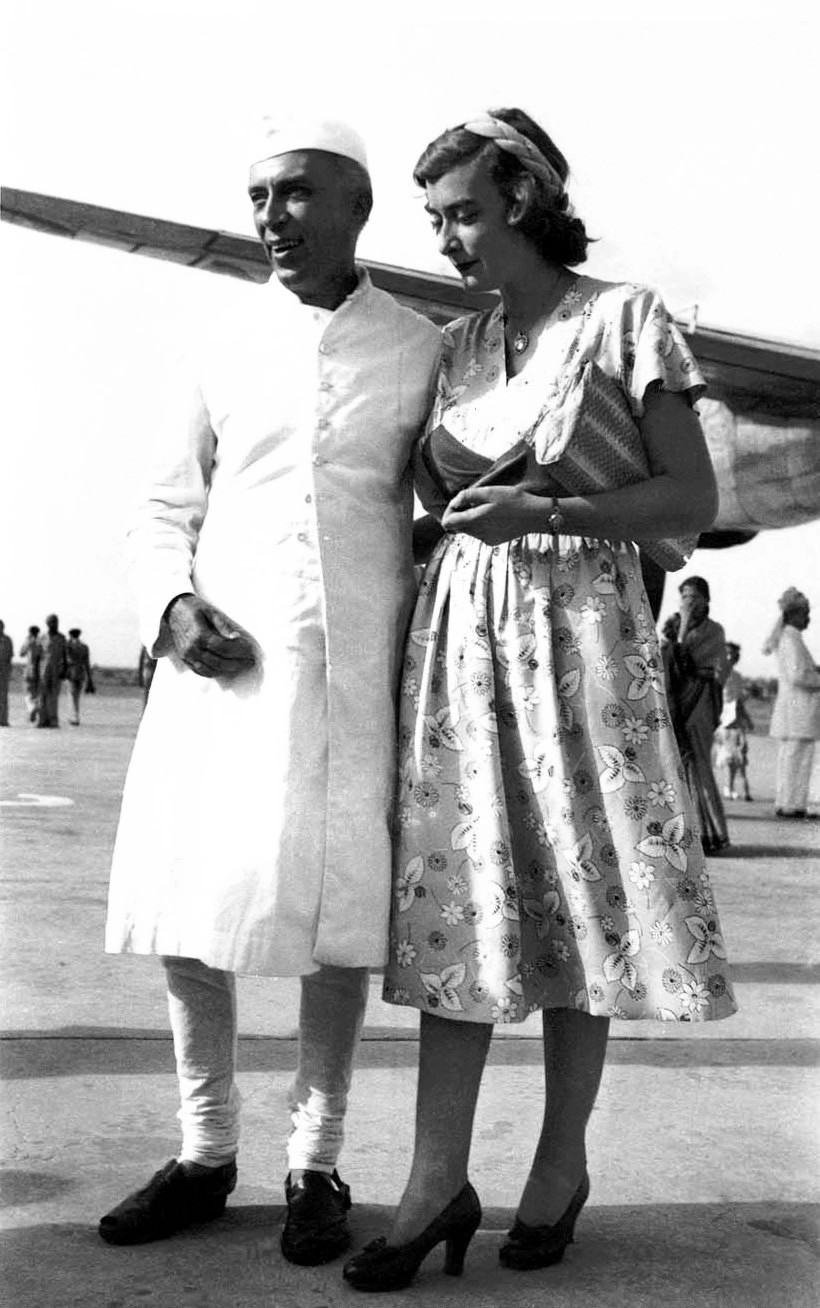
パメラとインド首相ジャワハルラール・ネルー（1948年6月、インドにて）

パメラは室内装飾家・デザイナーのデイヴィッド・ナイチンゲール・ヒックス（David Nightingale Hicks、1929年3月25日 - 1998年3月29日）と結婚した。結婚式は1960年1月13日にハンプシャー州のロムジー修道院で行われ、ブライズメイドはアン王女、クラリッサ・フォン・ヘッセン（いとこのソフィアの娘）、ヴィクトリア・マーテン（新婦の代子）およびジョアンナ・ナッチブルとアマンダ・ナッチブル（姉パトリシアの娘）が務めた。結婚式の後、西インド諸島とニューヨークへ新婚旅行へ行った。1960年2月に新婚旅行から帰ったとき、母が視察先のボルネオ島で亡くなったという知らせが入った。
デイヴィッドとの間には以下の3人の子供がいる。
- エドウィナ・ヴィクトリア・ルイーズ・ヒックス（Edwina Victoria Louise Hicks、1961年12月24日 - ） - 俳優のジェレミー・ブルーデネル（英語版）と結婚。
- アシュリー・ルイス・デイヴィッド・ヒックス（英語版）（Ashley Louis David Hicks、1963年7月18日 - ）
- インディア・アマンダ・キャロライン・ヒックス（英語版）（India Amanda Caroline Hicks、1967年9月5日 - ）

デイヴィッドは1998年3月29日に肺癌により69歳で死去した。

## 晩年
パメラは1991年以来、ファンド管理と証券の仲介を行う会社であるHセキュリティーズの取締役を務めている。
2007年、インド滞在時の経験を綴った回想録"India Remembered: A Personal Account of the Mountbattens During the Transfer of Power"を執筆した。この中で、母エドウィナと後のインド首相ジャワハルラール・ネルーについて、2人は深く愛し合っていたが、関係はプラトニックなままだったと書いている。2012年に2冊目の回想録"Daughter of Empire: Life as a Mountbatten"を執筆した。この中では、幼少期、インドでの生活、エリザベス2世の侍女時代について綴っている。
2021年にエディンバラ公爵フィリップが死去したことで、パメラはヘッセン大公妃アリスの最高齡の存命の子孫となった。その後、2022年9月に女王エリザベス2世が死去したことで、パメラは女王ヴィクトリアの最高齡の存命の子孫となった。2022年9月19日に行われたエリザベス2世の葬儀には、娘のインディアと共に参列している。2023年5月6日のチャールズ3世の戴冠式にはパメラは招待されておらず、国民からの批判の声を受けてチャールズはパメラに謝罪した。

## 大衆文化において
2016年に放送されたテレビドラマ『ザ・クラウン』第1シーズンにおいて、パメラの役の人物が登場している。このドラマはパメラ本人も見ており、『ダウントン・アビー』には苦言を呈した彼女も、このドラマについては「割と良かった」と述べたという。2017年の映画『英国総督 最後の家』では、リリー・トラヴァースがパメラの役を演じた。

## 著書
- Mountbatten, Pamela (2007). India Remembered: A Personal Account of the Mountbattens During the Transfer of Power. Foreword by India Hicks. Pavilion Books. ISBN 978-1-86205-759-3
- (2012). Daughter of Empire: Life as a Mountbatten. Weidenfeld & Nicolson. ISBN 978-0297864820
- (2024). My Years with the Queen: and Other Stories. Penguin Books. ISBN 978-1529148862